# 若阿娜·德费
若阿娜·德费（法語：Johanne Defay，1993年11月19日—），法国女子冲浪运动员。她曾代表法国参加2020年和2024年夏季奥林匹克运动会冲浪比赛，其中2024年奥运会获得一枚铜牌。